# Sumo

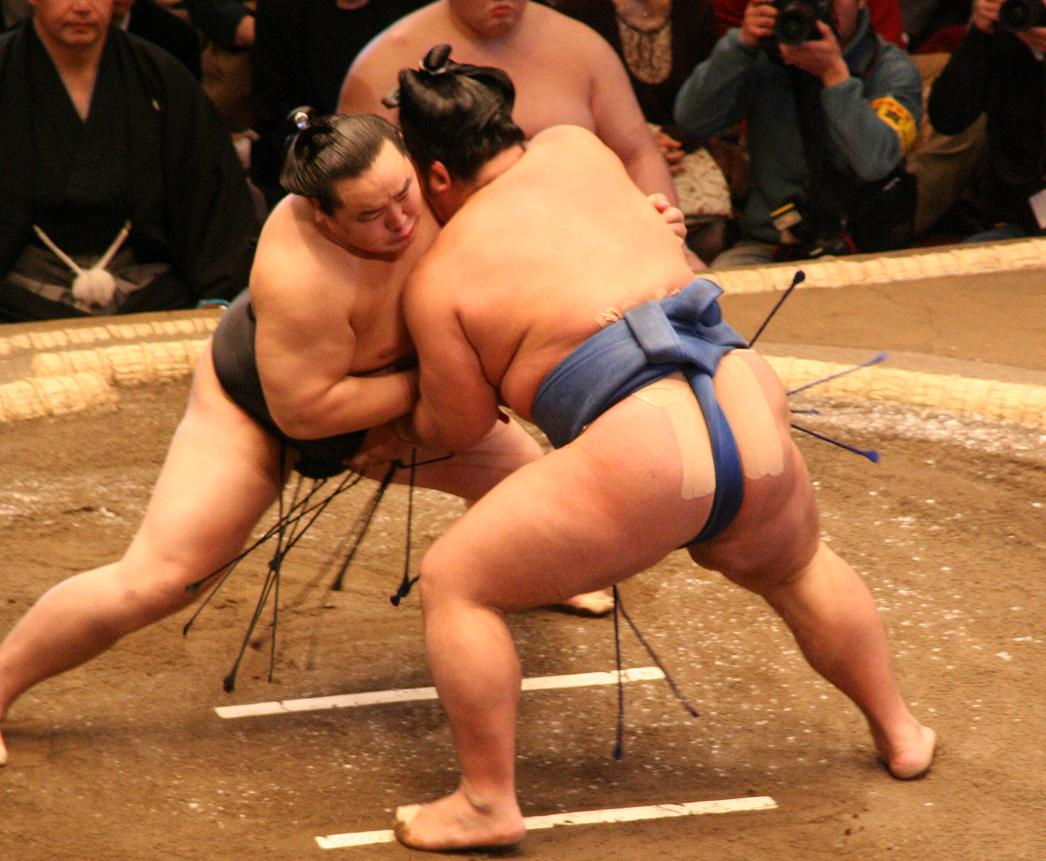
Yokozuna Asashōryū (cu fața înspre noi) în luptă cu Kotoshogiku

Sumo este o formă de luptă japoneză pe un ring special, în care este declarat învins adversarul care cade primul pe podea, atinge podeaua cu orice parte a corpului în afară de tălpi sau scoate în afara ringului unul ori ambele picioare. Sumo [sɯmoː] (în japoneză 相撲) este considerat de către mulți ca fiind sportul național al Japoniei, având multe elemente rituale care își au originea în religia shinto.
Cu toate că are o vechime de peste 2000 de ani, a devenit sport profesionist abia în prima parte a perioadei Edo (1603-1868).

## Echipamentul
Luptătorii, numiți rikishi, nu poartă alt echipament decât o centură de mătase- numită mawashi, care este înfășurată în mod repetat în jurul brâului, trecută printre picioare și legată cu un nod la spate. Nu există reguli referitoare la felul în care trebuie să fie înfășurată centura: unii rikishi preferă să o înfășoare strâns de tot și să o ude cu puțină apă, iar alții, din contră, preferă să o lege mai liber. În turnee, dar nu și la antrenamente, sub centură este prins un fel de șorț- numit sagari- făcut din sfori (moi la luptătorii din categoriile inferioare, și întărite prin scrobire la cei din cele două categorii superioare, juryō și makuuchi). La antrenamente se folosesc centuri confecționate din bumbac.
Dacă i se întâmplă cumva unui rikishi să i se desfacă centura complet în timpul unui meci (și astfel să rămână gol-pușcă)- lucru rar, dar care s-a întâmplat de exemplu lui Asanokiri în 2000- luptătorul este descalificat în mod automat.

## Tehnicile de luptă

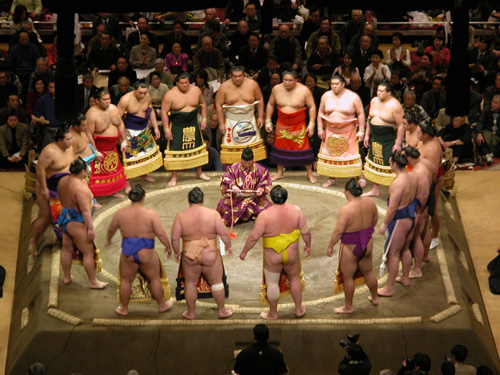
Ceremonie la începutul meciurilor

Multe dintre tehnicile de luptă sunt legate de încercarea de a prinde centura adversarului cu una sau cu ambele mâini, în același timp încercând să-l blochezi ca să nu-ți prindă centura proprie. Luptătorul care a prins bine centura adversarului cu ambele mâini, și care de exemplu cu capul înfipt în pieptul adversarului îl împiedică de a prinde centura adversarului, are un avantaj mare de a câștiga meciul.
Asociația japoneză de sumo (Nihon Sumō Kyōkai) are înregistrate 70 de tehnici prin care se poate câștiga, constând din tot feluri de împingeri, ridicări, îmbrâncituri, apăsări la pământ, piedici etc. 48 dintre acestea fiind tehnici „clasice”. Doar cam jumătate sunt folosite în mod curent.

## Rikishi
Luptătorii încep sportul ca profesioniști între vârsta de 15 ani (adică după terminarea învățământului obligatoriu în Japonia) și 23 de ani (vârsta maximă), când se alătură unui club, numit heya. În 2009 erau aproximativ 680 de rikishi. Cluburile mari au cam 30 de rikishi, iar cele mai mici doar câte unu. Există înălțime și greutate minimă pentru cei care doresc să devină luptători profesioniști. În 2010, înălțimea minimă era de 173 cm, iar greutatea minimă de 75 kg. Ca o excepție, cei care au peste 167 cm și peste 67 de kg pot fi și ei acceptați dacă trec un test fizic. Au existat cel puțin un caz când pentru a atinge înălțimea minimă, o persoană a avut o operație prin care și-a implantat silicon sub peilea din creștetul capului (este vorba de rikishi-ul Mainoumi). Viața de rikishi este foarte regimentată, cu reguli stricte (decise de asociația de sumo) referitoare la antrenamente, comportament etc. De exemplu, nu au voie să-și taie părul, iar începând cu 1985 (când rikishi-ul Mitoizumi a cauzat un accident de circulație) nu au voie să conducă mașină.
Nu există categorii de greutate, deci încercarea de a se îngrășa este una din "obligațiile" luptătorului. Mâncarea tipică este așa-numita chankonabe, un fel de supă cu tot felul de zarzavaturi și carne. Rikishi mănâncă doar de două ori pe zi, dar în cantități imense. După masa de prânz, somnul este obligatoriu.

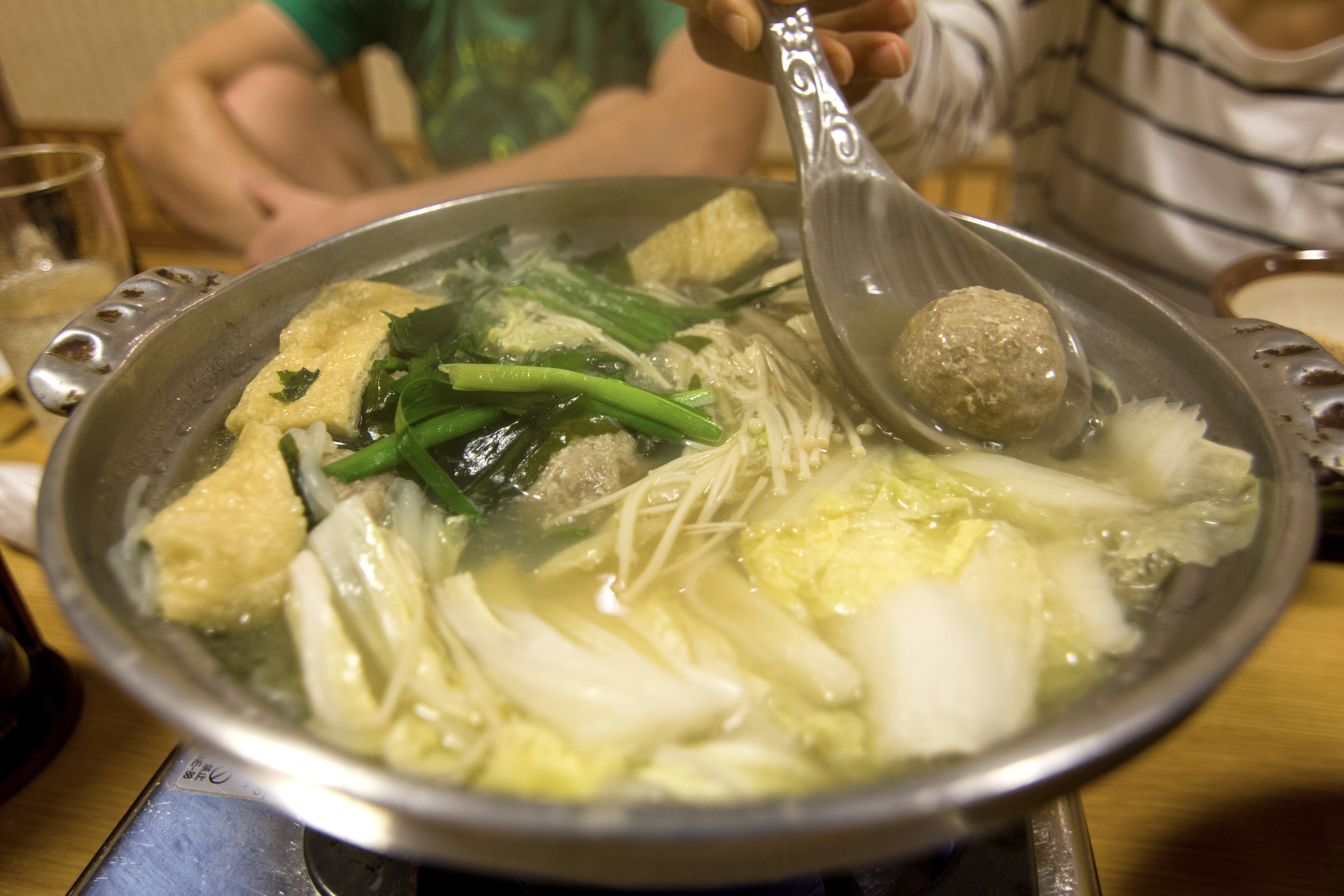
Supă chankonabe

## Meciurile

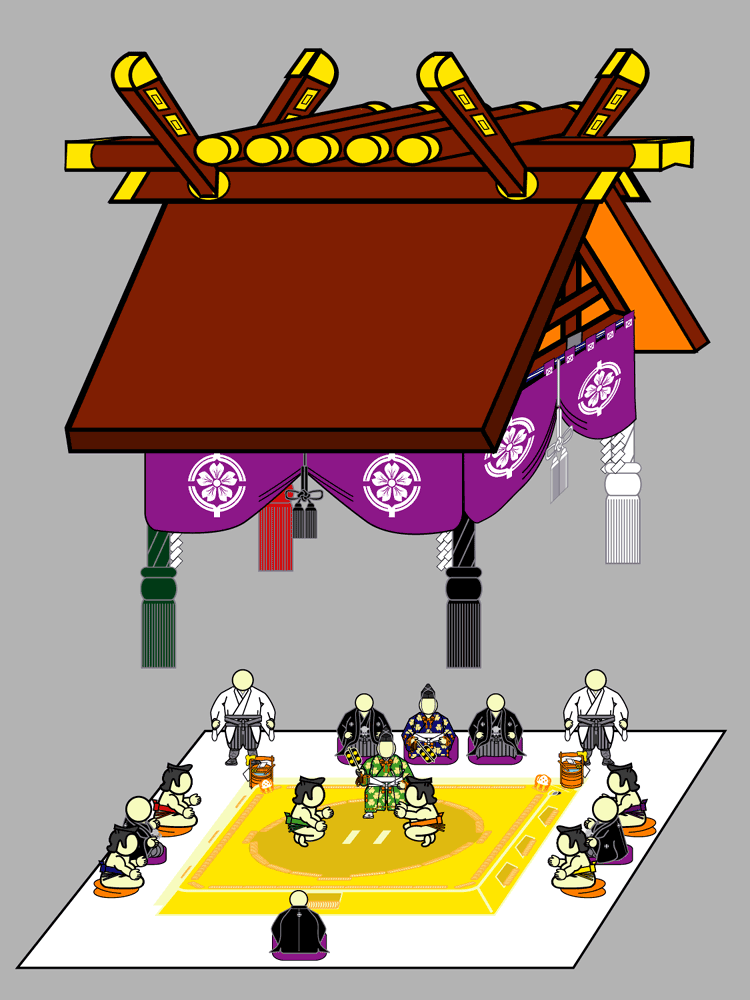
Dohyō-ul

Se luptă 1 contra 1 într-un cerc marcat cu sfori groase din paie de orez pe o platformă de lut întărit -numită dohyō, iar scopul este ca să faci ca oponentul să iasă din cerc, sau să atingă suprafața cercului cu oricare altă parte a corpului decât cu tălpile picioarelor (chiar și cu o șuviță de păr).
Înainte de lupta propriu-zisă, luptătorii au cel mult 4 minute la dispoziție pentru „încălzire”, timp în care se așază pe vine, aruncă sare în aer (ca semn de purificare), ridică câte-un picior sus în aer și îl lasă jos în mod exagerat (ca și cum ar calca în picioare dușmanul) etc. Acest timp de pregătire este direct proporțional cu rangul: cu cât rangul este mai înalt, cu atât au mai mult timp de pregătire. Meciul începe după ce ambii rikishi au atins simultan dohyō-ul cu ambii pumni.
Majoritatea meciurilor se termină în mai puțin de un minut.

## Arbitrul

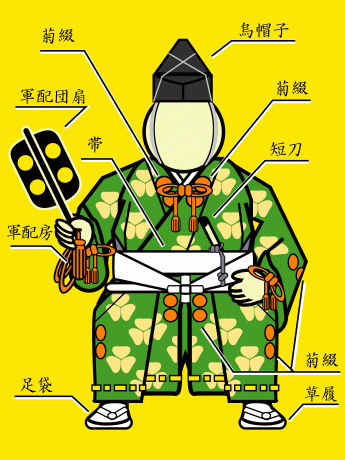
Costumul arbitrului

Arbitrul este numit gyōji, care este îmbrăcat în costum purtat de nobilii de la Curtea Imperială în secolul al XIV-lea.

## Clasele inferioare
Rikishi sunt organizați într-un fel de piramidă: în clasele inferioare (jonokuchi- clasa cea mai de jos, jonidan, sandanme și makushita) sunt cei mai mulți rikishi. Pentru a putea intra în cea mai joasă clasă, jonidan, trebuie să fi participat cel puțin la un meci în categoria maezumō (care înseamnă "înainte de sumō"). În turnee, acești luptători au meciuri în 7 din cele 15 zile ale turneului. Dacă au 4 sau mai multe câștiguri (lucru care se numește kachikoshi) au șanse de a fi promovați în clasa următoare. Pierderea a 4 sau mai multe meciuri se numește makekoshi și luptătorul riscă să fie degradat. Cei din clasele inferioare trăiesc din alocații primite de la antrenorul principal (numit oyakata), sponsori și de la Asociația japoneză de sumo. Banii de buzunar pentru rikishi de clasa inferioară sunt cam 350 de euro pe lună.

## Clasele superioare (sekitori)
În clasa makuuchi (cel mai înalt nivel) există următoarele ranguri (în ordinea importanței): yokozuna- de est (mai important) și de vest, ōzeki, sekiwake, komusubi și maegashira (aceștia din urmă au și numere, de exemplu, 'maegashira 8'). Apoi este clasa jūryō (al doilea cel mai înalt nivel, unde toți rikishi au doar numere, de exemplu jūryō 5). Începând cu Jūryō, rikishi primesc un salariu. Salariul lunar al unui yokozuna este de 2,82 milioane de yeni (ca. 25.500 de euro la rata de schimb din iulie 2010), cel al unui ōzeki de 2,347 milioane yeni, sekiwake, și komusubi 1,693 milioane yeni, maegashira 1,309 milioane yeni, iar cel al unui rikishi din clasa jūryō de 1,036 milioane de yeni (ca. 9.400 de euro).
Luptătorii din clasele makuuchi și jūryō se numesc sekitori.

## Turneele oficiale

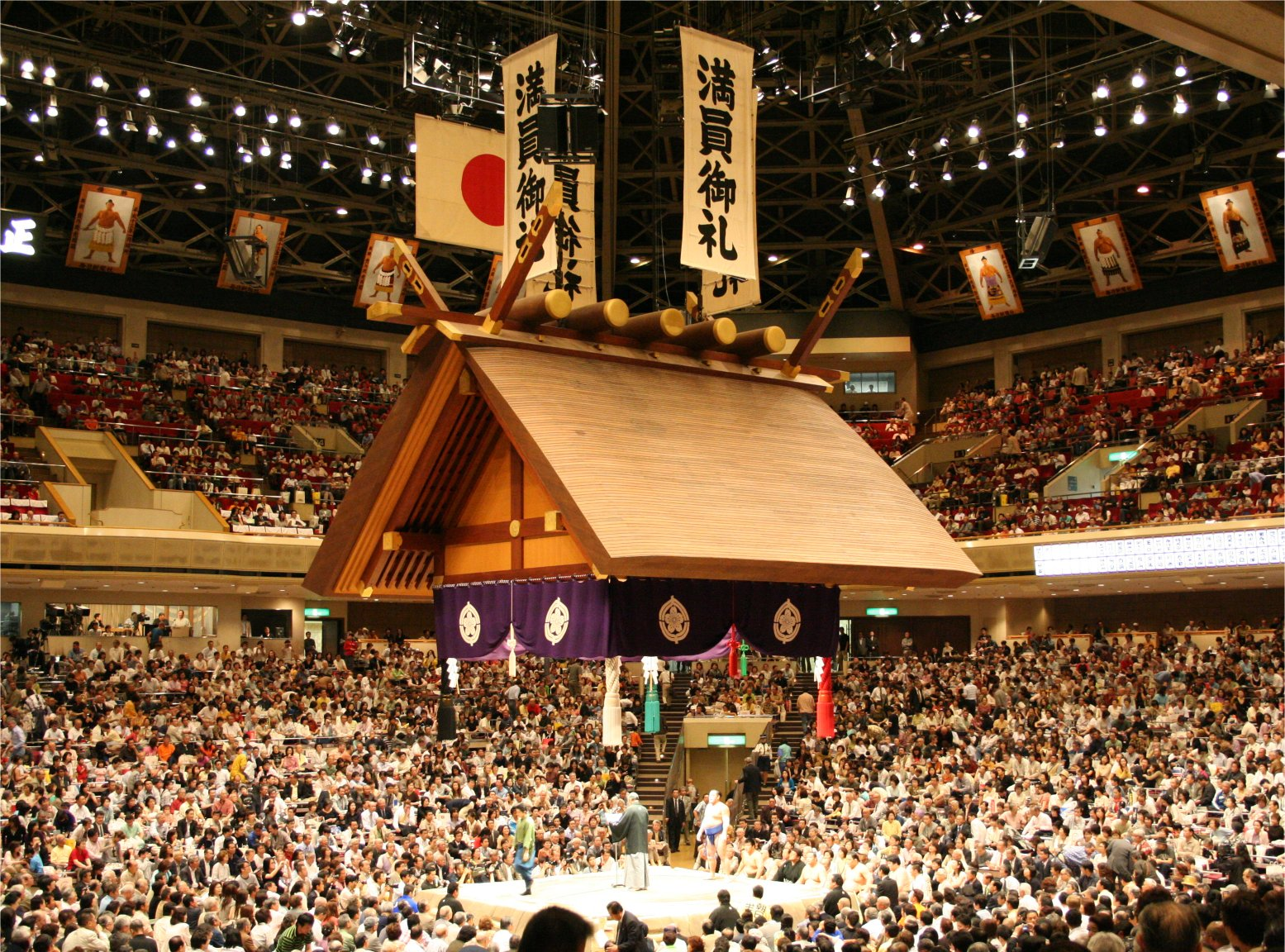
Sala Ryōgoku din Tokio în timpul unui turneu honbasho

Se numesc honbashō și au loc de 6 ori pe an (3 la Tokio, și câte unul la Osaka, Nagoya și Fukuoka), câte 15 zile fiecare, din două în două luni, primul turne al anului fiind în ianuarie.
Între aceste turnee oficiale, rikishi călătoresc în provincii (uneori chiar și în străinătate) pentru popularizarea sportului. Aceste turnee sunt neoficiale, și deci nu contează pentru rangul unui rikishi.
Câștigarea unui honbashō se plătește cu 10 milioane de yeni (approx. 86 000 euro, la rata de schimb februarie 2009).
Femeile nu au voie să se urce pe dohyō, deoarece în conformitate cu religia shinto nu sunt „curate”. De aceea la sfârșitul unui turneu oficial, premiile- care sunt decernate pe dohyō- sunt întotdeauna prezentate de bărbați.

## Scandaluri
În 2008, trei rikishi (toți ruși) au fost dați afară din asociație deoarece au fumat marijuana. În 2009, un alt rikishi (Wakakirin, japonez) a fost dat afară din același motiv. Asociația japoneză de sumo a rămas la fel de dură și în 2021, dându-l afară pe Takagenji pentru folosirea de cannabis.
În 2007 un tânăr rikishi a fost omorât în bătaie de alți rikishi mai în vârstă pentru că acesta își exprimase dorința de a părăsi clubul și a se retrage din sumo.  Rikishi sunt deseori loviți de câtre antrenorul principal cu un fel de sabie de bambus, numită shinai, în timpul antrenamentelor, pentru "întârirea spirituală". Astfel de practici violente se numesc kawaigari.
Mai mulți rikishi care s-au retras din sport au susținut că există blaturi la unele turnee. În februarie 2011 poliția a descoperit că unii luptători (și cel puțin un antrenor) au fost implicați în cumpărarea/vânzarea unor victorii. Ca urmare turneul din martie 2011 a fost anulat, lucru care nu s-a mai întâmplat din 1946, când un turneu a fost anulat deoarece sala Ryōgoku era în renovare.

## Galerie de imagini

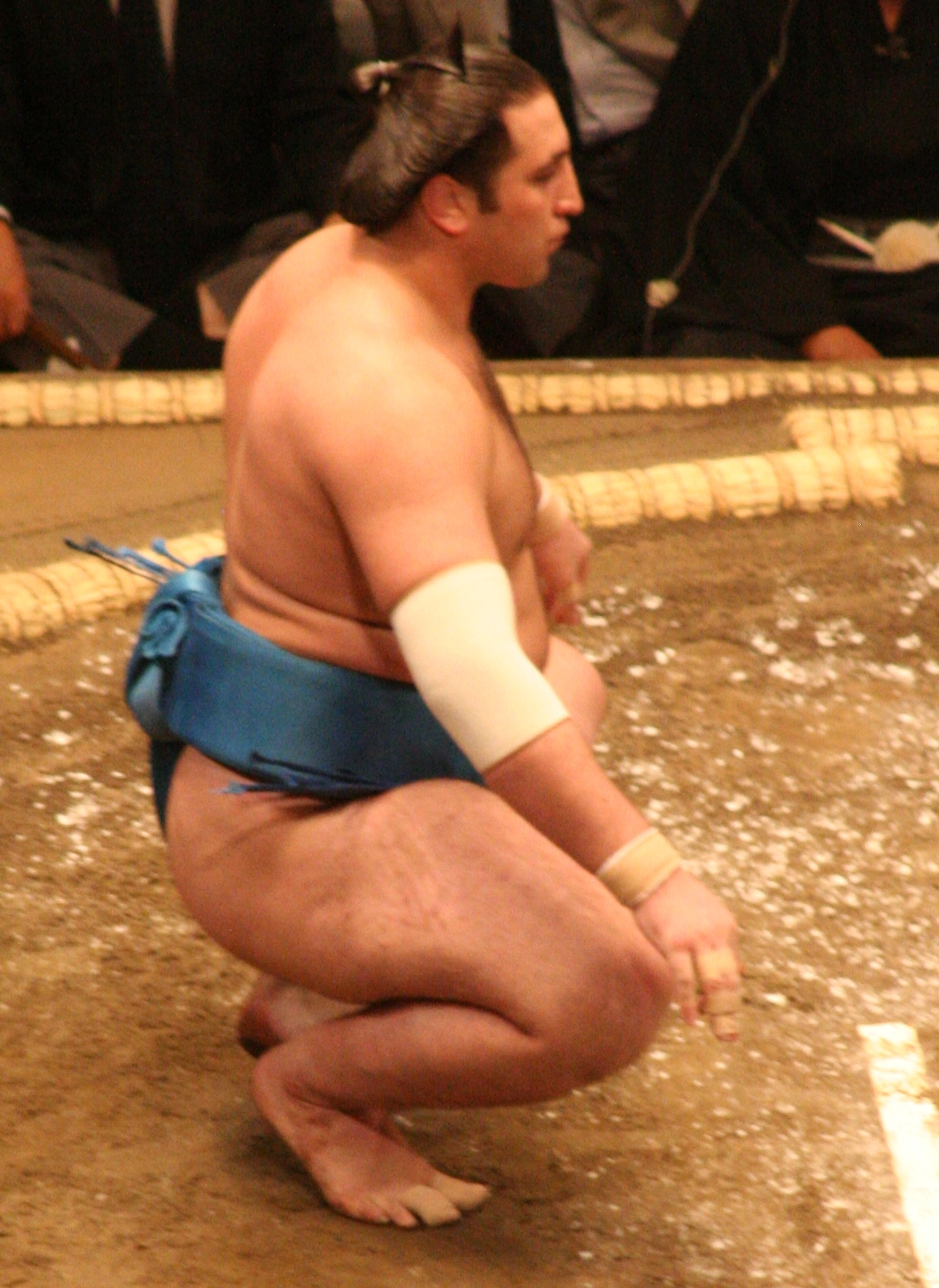
Genuflexiune, poziție inițială, cu călcâile în sus.
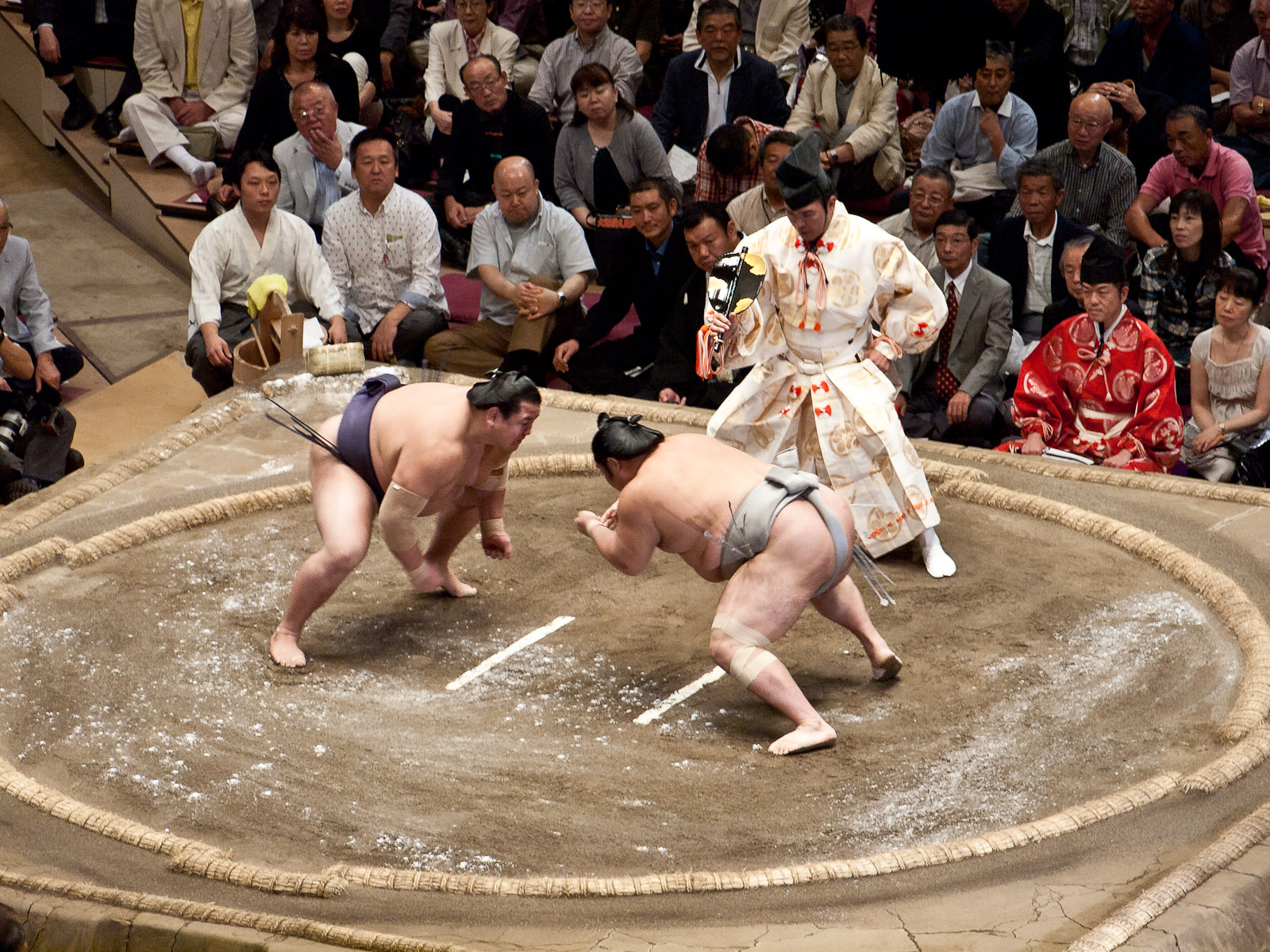
Poziție semi-așezat,  înainte de încăierare.